# Burg Tief
Die Burg Tief ist eine abgegangene mittelalterliche Höhenburg auf dem „Schlossbuck“ südöstlich über Unterntief, einem heutigen Gemeindeteil von Bad Windsheim im Landkreis Neustadt an der Aisch-Bad Windsheim in Bayern. Der Burgstall ist gelistet unter der Denkmalnummer D-5-6428-0035.

## Geschichte
Bereits 1103 wird ein Adeloch von Tiefen und sein gleichnamiger Sohn („Adeloch de Dieffen et filius eius Adeloch“) urkundlich erwähnt. Er ist möglicherweise identisch mit Hŏch de Tuffin, der 1116 in einer weiteren Urkunde als Zeuge erscheint. 1169 wird ein Adelhoh de Bircheneuelt in einer Schenkungsurkunde des Heinrich von Lauda erwähnt. Er war wohl der Enkel des 1103 genannten Adeloch I. von Tiefen. Als Zeugen der Schenkung treffen wir nebst Adelhoh von Tiefen weitere Mitglieder der weitverzweigten Familie der Püssensheimer wie die Herren von Homburg, von Krensheim, von Neuenburg, von Rabensburg, von Zabelstein sowie der Herren von Pleichfeld. Ab 1182 erscheint des Häufigeren ein Schenk Adelhun in Urkunden. Auch er dürfte den Herren von Tiefen zugeordnet werden. Dies wird aus einer Urkunde aus dem Jahr 1197 deutlicher, worin dieser gemeinsam mit einem Gerungus Diues (von Tiefe) und dessen Bruder Helmericus genannt wird. 1203 folgt ein Conradus von Tiefen, der wohl wiederum mit dem 1189 genannten Cunradus de Birkeneuelt identisch sein dürfte. Dieser erscheint nochmals 1218 als Cůno de Tiuffen, 1220 in mehreren Urkunden Kaiser Barbarossas der Erbteilung der Hohenloher betreffend, die in Hagenau ausgestellt wurden, gemeinsam mit seinen Verwandten dem Reichsschenken Conrad von Schüpf (von Klingenberg) und dem Reichsküchenmeister Heinrich von Rothenburg (eine Nebenlinie der Herren von Püssensheim). Und wohl letztmals 1222 als „Chủno dives“ in einer Aufstellung von Einkünften des Klosters Einsiedeln im Breisgau. Dort hatte sich um diese Zeit die Nebenlinie von Königheim (Schultheißen von Endingen) niedergelassen. In einer Urkunde aus dem Jahr 1214 des Ritters Albert von Tiefe und dessen verstorbenen Bruder Ludwig bezeichnet er Conrad von Klingenberg als dessen Cousin, was ein verwandtschaftliches Verhältnis zu den Reichsschenken belegt. Als 1215 König Friedrich II. seinen Dienstmann Conrad von Klingenberg, der Stiefsohn des Ludwig von Stollberg, dem Bistum Würzburg als Truchseß überlässt, beauftragte dieser Siboto von Lauda mit der Übergabe. Albert von Tiefen wird urkundlich noch 1226 genannt. Ihm folgte 1233 Heinrich Tivfellin, der wohl wiederum mit jenem Henricus miles de Diues aus einer in Delsberg (heute Delémont) ausgestellten Urkunde von 1239 identisch sein dürfte, der dort wiederum gemeinsam mit dem Reichsküchenmeister Heinrich von Rothenburg als Zeuge erscheint. 1241 werden „Rudolfus camerarius dictus Diues“ und seine Brüder „H. et P. fratres eius“ (wohl Heinrich und Peter) genannt. Auch dort ist der Reichsküchenmeister Heinrich von Rothenburg unter den Zeugen. 1262 werden ein Petrus und ein Heinrich Dives in einer in Basel ausgestellten Urkunde genannt. Im gleichen Jahr wird auch der Ritter Rvdeger de Tiefe milites genannt, der 1269 als Rudegros Dives de Mergentheim gemeinsam mit seinem gleichnamigen Sohn urkundlich belegt ist. Inwiefern jener Petrus und jener Heinrich Dives hierher zugeordnet werden dürfen, ist nicht zweifelsfrei geklärt, in Verbindung mit dem Reichsküchenmeister jedoch wahrscheinlich. 1265 wird noch ein Sifridus Dives genannt. 1319 wird „der edel knecht er Heinrich fon Hohenberg, der junge fon Tyêfe“ urkundlich erwähnt. Er war wohl der Vater der 1356 genannten Brüdern Dytrich und Eberhart von Hohenberg, ebenfalls eine Nebenlinie der Herren von Püssensheim, die damals sowohl im Besitz der Burg Tief als auch der Wasserburg Oberntief waren. 1366 gehörte Gotz Schoder Dytrich von Hohenbergs Burganteil. 1405 übereignete Johannes von Hohenlohe die Burg einem Seyfrid Heuptlein. Weiter ging 1422 die Burg an Hanns von Rosenberg, der sie 1436 seinem Bruder verkaufte. 1438 verkaufte Kunz von Rosenberg die Burg seinem Schwager Engelhard von Seinsheim. Am 25. Juli 1449 stürmten die Windsheimer im Zuge des Ersten Markgrafenkrieges die Burg, zerstörten sie mit dem Dorf Unterntief und nahmen die Burgbesatzung gefangen. Danach musste Windsheim an Engelhard von Seinsheim Schadenersatz leisten und kaufte für 7500 Gulden den Ort und die zerstörte Burg, die nie wieder aufgebaut wurde.

## Lage
Der Burgstall liegt auf dem Schloßbuck, südlich der Ortschaft Unterntief auf einer Höhe von 357 m ü. NHN. Von der ehemaligen umfangreichen Burganlage, möglicherweise eine Doppelanlage mit Abschnittsgraben und halbkreisförmigem Halsgraben, ist die Grabenanlage noch deutlich zu erkennen. Die Gräben gegen Osten und Süden sind jeweils etwa 70 Meter lang und 20 Meter breit.